# Richard Stöckle (Schriftsteller)
Richard Stöckle (* 14. Juni 1930 in Sigmaringen; † 16. November 1993 in Rottenburg-Wurmlingen) war ein deutscher Schullehrer und schwäbischer Mundart-Schriftsteller.

## Leben und Werk
Richard Stöckle wurde am 14. Juni 1930 in Sigmaringen geboren und war nach dem Studium von 1950 bis 1991 im Schuldienst, zuletzt über 20 Jahre als Rektor in Tübingen-Hirschau. Er schrieb Erzählungen und Gedichte für Kalender, Zeitungen und den Hörfunk. Die mehr als hundert Schwäbischen Mundarthörspiele wurden vom Südwestfunk Landesstudio Tübingen über Jahrzehnte hinweg in der „Schwäbischen Stunde“ gesendet. Er starb am 16. November 1993 nach schwerer Krankheit in Rottenburg-Wurmlingen und ist auf dem Friedhof der Wurmlinger Kapelle beerdigt.
Die „Die Arche Noah“, die alte biblische Geschichte von der Sintflut auf Schwäbisch, wurde unter der Regie von M.R. Seemann 1974 produziert und als Langspielplatte veröffentlicht: „…I hao grettet Mensch ond Vieh! Ällz wär versoffa aone mi!“
Die „Schwäbische Weihnacht“ wurde 1976/77 im Auftrag der Redaktion Mundartspiel des Südwestfunks, Landesstudio Tübingen geschrieben und im Herbst 1977 mit den Sprechern des Tübinger Mundartspiels und mit Hubert Deuringer und seinen Musikern als fünfhundertstes Schwäbisches Mundarthörspiel seit dem Bestehen des Landesstudios Tübingen produziert und als Langspielplatte veröffentlicht.
1992 erschienen im Konrad Theiss Verlag schwäbische Gedichte und Geschichten Om Weihnachta rom aus der Reihe Autoren der „Schwäbischen Stunde“.